# Dolichopeza tarsalba
Dolichopeza tarsalba är en tvåvingeart som beskrevs av Alexander 1930. Dolichopeza tarsalba ingår i släktet Dolichopeza och familjen storharkrankar. Inga underarter finns listade i Catalogue of Life.